# Блископа
Блископа, Близкопа или Билископа (каз. Білісқопа) — солёное озеро в Камыстинском районе Костанайской области Казахстана. Расположено примерно в 11 км к юго-западу от села Адаевка.
Площадь поверхности озера составляет 13 км². Наибольшая длина озера — 4,5 км, наибольшая ширина — 3,9 км. Длина береговой линии составляет 14,5 км.